# Credit Suisse
Credit Suisse Group AG (произн. Кредѝ сюѝс, букв. превод: „Швейцарски кредит“) е глобална инвестиционна банка и фирма за финансови услуги, основана и базирана в Швейцария. След сериозната банкова криза от 19 март 2023 г. е обявено предстоящо поглъщане на компанията Credit Suisse Group AG от нейния конкурент UBS Group AG. Според UBS в крайна сметка Credit Suisse трябва да бъде напълно интегрирана в UBS. Докато интеграцията не е приключила, двете банки работят поотделно. На 31 май 2024 г. вече е обявено, че Credit Suisse престава да съществува.
Със седалище в Цюрих, като самостоятелна фирма, тя поддържа офиси във всички големи финансови центрове по света и предоставя услуги в областта на инвестиционното банкиране, частното банкиране, управлението на активи и споделените услуги. Известна е със строгата си конфиденциалност на банковите клиенти. Съветът за финансова стабилност я счита за глобална системно значима банка. Credit Suisse също така е първичен дилър и валутен контрагент на Федералния резерв в Съединените щати.
Credit Suisse е основана през 1856 г., за да финансира развитието на железопътната система на Швейцария. Тя отпуска заеми, които спомагат за създаването на швейцарската електрическа мрежа и Европейската железопътна система. През 1900 г. започва да се насочва към банкиране на дребно в отговор на издигането на средната класа и конкуренцията от страна на швейцарските банки UBS и Julius Bär. През 1978 г. Credit Suisse си партнира с американската банка First Boston, а през 1988 г. купува нейния контролен пакет акции. От 1990 г. до 2000 г. компанията закупува институции като Winterthur Group, Swiss Volksbank, Swiss American Securities Inc. (SASI) и Bank Leu.
Компанията е една от най-слабо засегнатите банки по време на финансовата криза от 2008 г., но след това започва да свива инвестиционния си бизнес, да съкращава служители и да намалява разходите си. Банката е в центъра на множество международни разследвания за укриване на данъци (като известния скандал „Тайните на Suisse“), които завършват с признаване на вина и конфискуване на 2,6 млрд. щ.д. под формата на глоби за периода 2008 – 2012 г. Към края на 2022 г. Credit Suisse управлява приблизително 1,3 трилиона CHF активи.
На 19 март 2023 г., след преговори с швейцарското правителство, UBS обявява намерението си да придобие Credit Suisse за 3,25 млрд. щатски долара (3 млрд. швейцарски франка), за да предотврати фалита на банката. UBS приключва придобиването през юни 2023 г.

## След придобиването
На 27 юни 2023 г. UBS обявява намерението си да съкрати повече от половината от работната сила на Credit Suisse. През юли 2024 г. Credit Suisse (Schweiz) престава да съществува като отделно юридическо лице, след като е напълно интегрирана в UBS Switzerland.
През 2023 г. подразделението на Credit Suisse в Сингапур е осъдено да плати 743 млн. щ.д. на грузинския милиардер Бидзина Иванишвили за измама.